# Karta Rosjanina
Karta Rosjanina (ros. Карта русского) — dokument mający na celu umożliwić osobom narodowości rosyjskiej żyjącym poza granicami Federacji Rosyjskiej na takich samych warunkach, jak jej obywatele. Posiadacze Karty Rosjanina uprawnieni są do podjęcia studiów, pracy, prowadzenia działalności gospodarczej oraz korzystania z bezpłatnej pomocy medycznej na terenie Federacji Rosyjskiej oraz do służby w Siłach Zbrojnych Federacji Rosyjskiej; osoby te są także zwolnione z obowiązku wizowego.
Pomysłodawcą Karty Rosjanina była fundacja Russkije, której prezes Leonid Szerszniew obawiał się procesu wynaradawiania się Rosjan na Ukrainie; według niego, wydawanie takich kart miałoby na celu zjednoczyć naród rosyjski.
Prace nad ustawą dotyczącej Karty Rosjanina rozpoczęły się w 2008 roku z inicjatywy części rosyjskich parlamentarzystów oraz prorosyjskich ukraińskich polityków; projekt był konsultowany z kancelariami prezydentów Rosji (Dmitrija Miedwiediewa) i Ukrainy (Wiktora Juszczenki) oraz z Federalną Agencją ds. Wspólnoty Wspólnoty Niepodległych Państw, Rodaków Mieszkających za Granicą i Międzynarodowej Współpracy Humanitarnej. Jeden z inicjatorów tego przedsięwzięcia, ukraiński lewicowy polityk Wasyl Wołha poinformował także o omówieniu projektu tejże ustawy z mieszkańcami Krymu oraz wschodniej Ukrainy. Pierwsze cztery Karty Rosjanina zostały wydane dnia 9 lipca 2009 roku.